# 日本の通信に関する資格一覧
日本の通信に関する資格一覧（にほんのつうしんにかんするしかくいちらん）では、日本の電気通信に関する資格を挙げる。

## 国家資格
- 【電波法】
  - 無線従事者
- 【電気通信事業法】
  - 電気通信主任技術者
  - 工事担任者
- 【建設業法】
  - 電気通信工事施工管理技士
- 【情報処理の促進に関する法律】
  - ネットワークスペシャリスト試験
- 【技術士法】
  - 技術士電気電子部門
  - 技術士情報工学部門
- 【職業能力開発促進法】
  - 職業訓練指導員 (電気通信科)
  - 情報配線施工技能士

## 民間資格
- アマチュア無線技士養成課程講師（日本アマチュア無線振興協会）
- 有線テレビジョン放送技術者（日本CATV技術協会）